# Кийнасту
Кийнасту (ест. Kõinastu laid, Keinaste) — острів площею 2,66 км² між Естонськими островами Сааремаа і Муху. Знаходиться у південній частині протоки Вяїнамері на північ від протоки Вяйкевяйн (котра розділяє острови Сааремаа і Муху) та на захід від бухти Липемері (в острові Муху).

## Природа
При низькому рівні води острів Кийнасту з'єднується із найзахіднішою точкою острова Муху через 2-кілометровий бар (пересип) Кийнасту лее. На цьому маленькому острові є дев'ять місцевих (ландшафтних) типів: моренні рівнини, вигнуті пляжі(в південно-східній частині острова), старі вапнякові насипи (характерні для західної частини острова), велика кількість валунів, горби зчленовані різним рослинним покривом, зарослі ялівця, прибережні луки, листяний ліс різної густоти (росте у східній частині острова), колишня рілля центральної частини острова яка зараз значною мірою використовується як сіно. Всього тут виявлено 369 видів рослин, з них 16 охороняються.

## Історія
Острів вперше згадується в Середньовіччі під назвою Drotzenholm. У 16 ст. тут були дві ферми, а потім навіть невелике село. На 1834 тут проживали 73 жителі.
Під час Другої світової війни 1 жовтня 1944 року всі господарства на острові були спалені. Останні постійні жителі виїхали в 1965 році.
У 2007 на острові була одна ферма. За даними перепису населення 2011 в Естонії на острові проживало 4 жителі, проте в 2017 залишився лише один житель.
Земля острова використовується для випасання овець.